# Richard Curzon (2e vicomte Scarsdale)
Richard Nathaniel Curzon, 2e vicomte Scarsdale (3 juillet 1898 - 1977) est un pair et propriétaire foncier anglais, membre de la Chambre des lords pendant plus de cinquante ans.

## Biographie
Curzon est le fils unique du colonel Alfred Nathaniel Curzon, de son mariage avec Henrietta Mary Montagu. Il est également le neveu de George Curzon (1er marquis Curzon de Kedleston), chef de famille .
Le jeune Curzon fait ses études au Collège d'Eton et au Collège militaire royal de Sandhurst, est officier dans le Royal Scots Greys, et participe au service actif dans les derniers mois de la Première Guerre mondiale, en France et en Belgique, puis après l'armistice de novembre 1918 en Allemagne, Égypte, Syrie et Palestine. En 1923, il est nommé attaché honoraire à l'ambassade britannique à Rome .

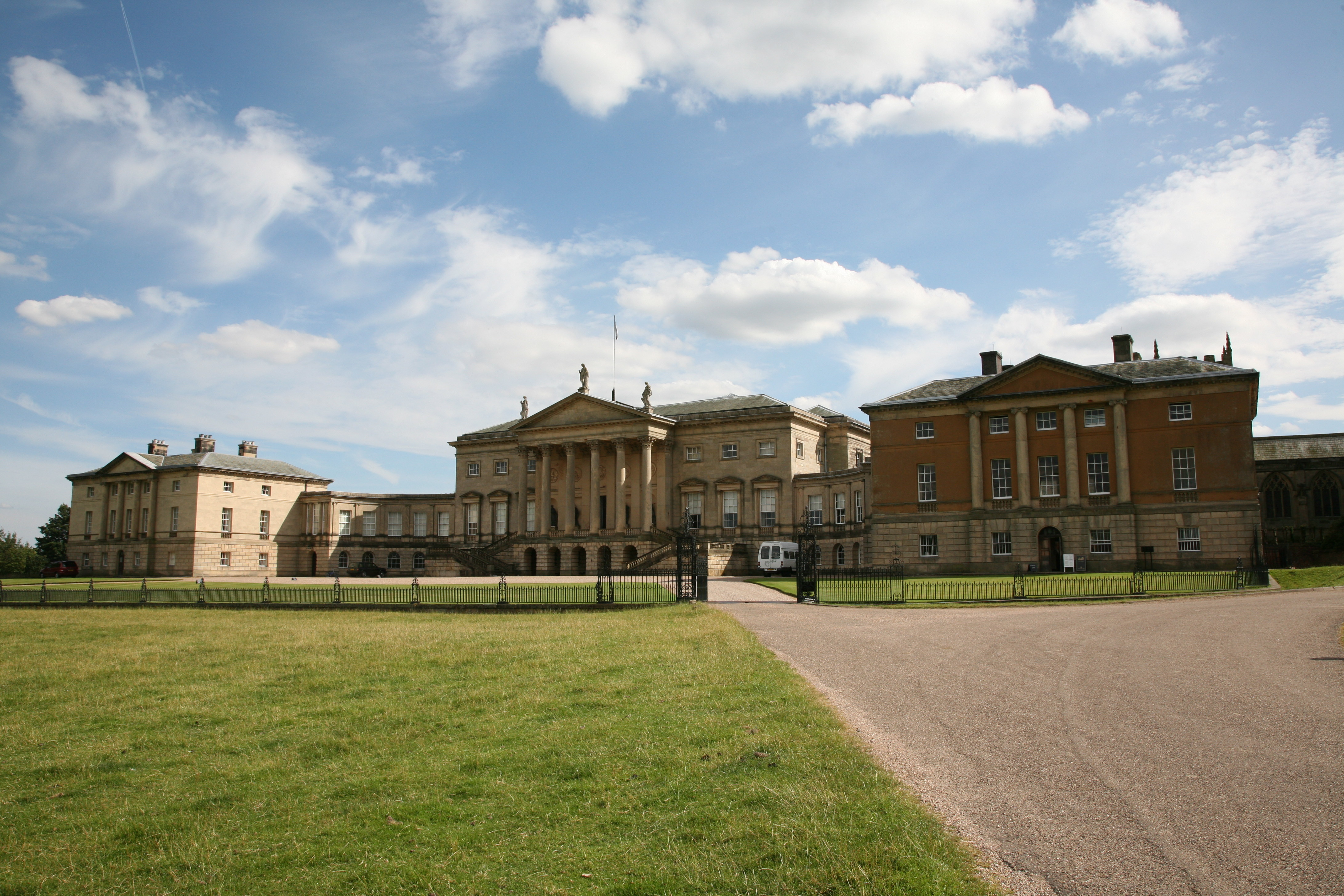
Kedleston Hall

Son oncle n'a eu que trois filles et il est veuf en 1906, laissant le père de Curzon comme héritier présomptif des domaines familiaux basés sur Kedleston Hall dans le Derbyshire et de la pairie de baron Scarsdale. Son oncle a également reçu d'autres pairies, et en 1911 étant créé vicomte Scarsdale, avec un reste spécial à son père et aux héritiers de son père. En 1917, le marquis Curzon, maintenant dans la cinquantaine, se remarie à Grace Duggan, une jeune veuve riche, espérant avoir un fils et héritier, mais ce ne fut pas le cas . Le père de Curzon meurt en 1920, le laissant comme héritier présomptif, et à la mort du marquis Curzon en 1925, Richard Nathaniel Curzon devient chef de la famille Curzon. Son héritage comprend Kedleston Hall, la baronnie créée pour son ancêtre Sir John Curzon (1598–1686), et le nouveau titre de vicomte Scarsdale .
Le 14 avril 1923, Curzon épouse Mildred Carson Dunbar, fille de William Roland Dunbar. Ils ont quatre filles et divorcent en 1946. Le 10 août de la même année, il se remarie à Ottilie Margarete Julie Pretzlik, fille de Charles Pretzlik et d'Ottilie Hennig, mais n'a plus d'enfants . Ses filles sont :
- Anne Mildred Curzon (née en 1923), qui épouse en 1942 le major WJL Willson, fils de Sir Walter Willson, et a deux fils et une fille[1].
- Gloria Mary Curzon (1927-1979), qui en 1951 épouse JG Bearman et a deux fils.
- Juliana Eveline Curzon (1928–2006), qui en 1948 épouse GDS Smith, et a deux filles et un fils avant de divorcer. Elle se remarie à Frederick Nettleford (1953–1956), Sir Dudley Cunliffe-Owen (1956–1962) et John Roberts (1962–1972)  [5]
- Diana Geraldine Curzon (1934–2013)

Scarsdale retourne dans l'armée pendant la Seconde Guerre mondiale, en tant que capitaine dans le Derbyshire Yeomanry, et reçoit la décoration territoriale. Il est également nommé Commandeur de l'Ordre très vénérable de l'hôpital de Saint-Jean de Jérusalem .
À sa mort en 1977, Lord Scarsdale est remplacé par un cousin, Francis Curzon (en) .